# Condado de Wayne (Ohio)
El condado de Wayne (en inglés: Wayne County), fundado en 1796 y con su nombre en honor al general "Mad Anthony" Wayne, es un condado del estado estadounidense de Ohio. En el año 2000 tenía una población de 111.564 habitantes con una densidad de población de 78 personas por km². La sede del condado es Wooster.

## Geografía
Según la oficina del censo el condado tiene una superficie total de 1441 km² (556,4 mi²), de los que 1438 km² (555,2 mi²) son tierra y 3 km² (1,2 mi²) (0,17%) son agua.

## Condados adyacentes
- Condado de Medina - norte
- Condado de Summit - noreste
- Condado de Stark - este
- Condado de Holmes - sur
- Condado de Ashland - oeste

## Demografía
Según el censo del 2000 la renta per cápita media de los habitantes del condado era de 41.538 dólares y el ingreso medio de una familia era de 48.294 dólares. En el año 2000 los hombres tenían unos ingresos anuales 33.976 dólares frente a los 23.203 dólares que percibían las mujeres. El ingreso por habitante era de 18.330 dólares y alrededor de un 8,00% de la población estaba bajo el umbral de pobreza nacional.

## Ciudades y pueblos
| - Norton - Orrville - Rittman - Wooster - Apple Creek - Burbank - Congress - Creston | - Dalton - Doylestown - Fredericksburg - Marshallville - Mount Eaton - Shreve - Smithville - West Salem |

### Comunidades no incorporadas
- Funk
- Kidron
- Sterling

### Municipios
El condado de Wayne está dividido en 16 municipios:
| - Baughman - Canaan - Chester - Chippewa - Clinton - Congress | - East Union - Franklin - Green - Milton - Paint | - Plain - Salt Creek - Sugar Creek - Wayne - Wooster |